# Киверцовский механический завод
Киверцовский механический завод — промышленное предприятие в городе Киверцы Волынской области.

## История
Механический завод в Киверцах был создан в марте 1956 года на базе ремонтных мастерских паровозного депо железнодорожной станции «Киверцы», его основной продукцией стали транспортные железнодорожные контейнеры. Изначально, в 1956 году численность рабочих составляла 115 человек, а объём производства — 16,5 тыс. рублей, но в дальнейшем предприятие было расширено. В 1967 году численность рабочих составляла 625 человек, а объём производства — 5,683 млн рублей.
По состоянию на 1970 год механический завод входил в число передовых предприятий области, 30 % сварочных работ здесь выполнялось сварочными автоматами, было установлено современное оборудование (прессы, устройства для окрашивания и др.), в производственный процесс неоднократно внедряли рационализаторские предложения. Выпускаемая заводом продукция использовалась в СССР и экспортировалась в другие страны.
В целом, в советское время механический завод входил в число крупнейших предприятий города.
В марте 1995 года Верховная Рада Украины внесла завод в перечень предприятий, приватизация которых запрещена в связи с их общегосударственным значением.
30 июня 1999 года арбитражный суд Волынской области возбудил дело о банкротстве завода. В 2000 году завод был признан банкротом. В дальнейшем, государственное предприятие было преобразовано в общество с ограниченной ответственностью.